# Diadelioides ghesquierei
Diadelioides ghesquierei là một loài bọ cánh cứng trong họ Cerambycidae.